# جون برستون بيلي
جون برستون بيلي (بالإنجليزية: John Preston Bailey)‏ هو قاضي ومحامي أمريكي، ولد في 2 مايو 1951 في ويلينغ في الولايات المتحدة.